# Eyvindr Finnsson
Eyvindr Finnsson skáldaspillir fue un escaldo de Hålogaland, Noruega del siglo X. Fue poeta de la corte del rey Hákon el bueno y del jarl Hákon de Hlaðir. Su hijo Hårek av Tjøtta (Hárekr ór Þjóttu) llegaría a ser un prominente caudillo en Noruega y uno de los protagonistas de la batalla de Stiklestad.
Los trabajos de él que aún se conservan son:
- Hákonarmál - Compuesto en la memoria del rey Hákon, relata su recepción en el Valhalla. El poema es similar al más antiguo  Eiríksmál.
- Háleygjatal - Hace un recuento de los ancestros del jarl Hákon hasta Odín y relata sus muertes.[3] El poema es similar a la obra más antigua  Ynglingatal.
- Unas 14 estrofas separadas sobre eventos históricos.

En sus obras Eyvindr se basó en el trabajo de poetas anteriores. El sobrenombre de skáldaspillir significa literalmente «imitador de poetas» y en algunos casos es traducido como «plagiador».